# Unity Music
Unity Music is een Amerikaans platenlabel, dat jazz uitbrengt. Het label werd in 2005 opgericht door producer Sam Beler, drummer Greg Errico (medeoprichter van Sly & the Family Stone) en zanger Jamie Davis. Het eerste album dat uitkwam was een cd met dvd van Davis, "It's a Good Thing". Van Davis heeft Unity Music meer platen uitgebracht, alsook van trompettist Scotty Barnhart. Het label is gevestigd in Walnut Creek, Californië.